# Slatina v Rožni dolini
Slatina v Rožni dolini este o localitate din comuna Celje, Slovenia, cu o populație de 168 de locuitori.